# Hans Pleydenwurff
Hans Pleydenwurff (ur. ok. 1420 w Bambergu, pochowany 9 stycznia 1472 w Norymberdze)  – niemiecki malarz i witrażysta późnego gotyku.
Był synem cenionego malarza bamberskiego Kunza. W  1457 już jako mistrz uzyskał obywatelstwo Norymbergi. W 1473 jego warsztat przejął Michael Wolgemut, który poślubił wdowę po zmarłym rok wcześniej właścicielu.
Jego syn Wilhelm był malarzem i grafikiem.
Tworzył pod wpływem Rogiera van der Weydena i Dirka Boutsa.  Do jego głównych dzieł zalicza się ołtarz główny (1462) w kościele św. Elżbiety we Wrocławiu, który w 1497 częściowo został zniszczony od uderzenia pioruna. Jego fragment (Ofiarowanie w świątyni)  przedstawiający Marię i św. Józefa znajduje się obecnie w Muzeum Narodowym w Warszawie. Projektował też witraże m.in. dla opactwa w Heilbronn.

## Wybrane dzieła
- Św. Leonard -  ok. 1460, 121,9 x 48,6 cm, North Carolina Museum of Art, Raleigh (przypisywany)
- Maria i Józef (fragm. ołtarza z kościoła św. Elżbiety we Wrocławiu) -  1462, 91,5 × 75 cm, Muzeum Narodowe w Warszawie
- Portret prawnika -  1463, Germanisches Nationalmuseum, Norymberga
- Ukrzyżowanie -  ok. 1470, 192 x 181 cm, Stara Pinakoteka, Monachium
- Dyptyk Löwensteina
- * Chrystus jako Mąż Boleści  (lewe skrzydło) -  ok. 1456, 34 x 26 cm, Muzeum Sztuki w Bazylei
- * Portret kanonika Gregora von Löwenstein (prawe skrzydło) -  ok. 1456, 34 x 26 cm, Germanisches Nationalmuseum, Norymberga
- Zdjęcie z krzyża (fragm. ołtarza z kościoła Świętej Trójcy w Hof) -   1465, 177 x 112 cm,  Stara Pinakoteka, Monachium

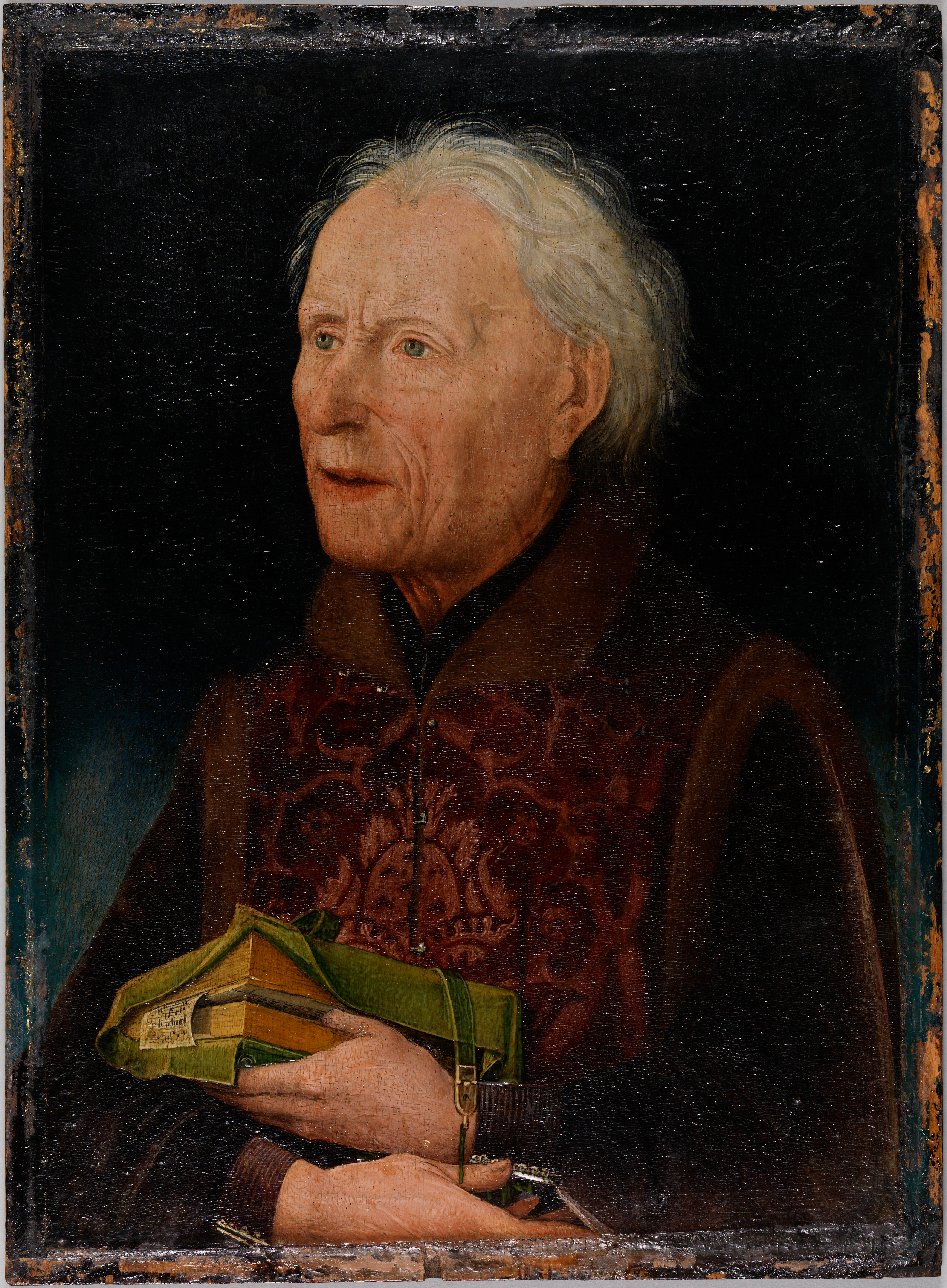
Portret Gregora von Löwenstein, (ok. 1456) Germanisches Nationalmuseum, Norymberga
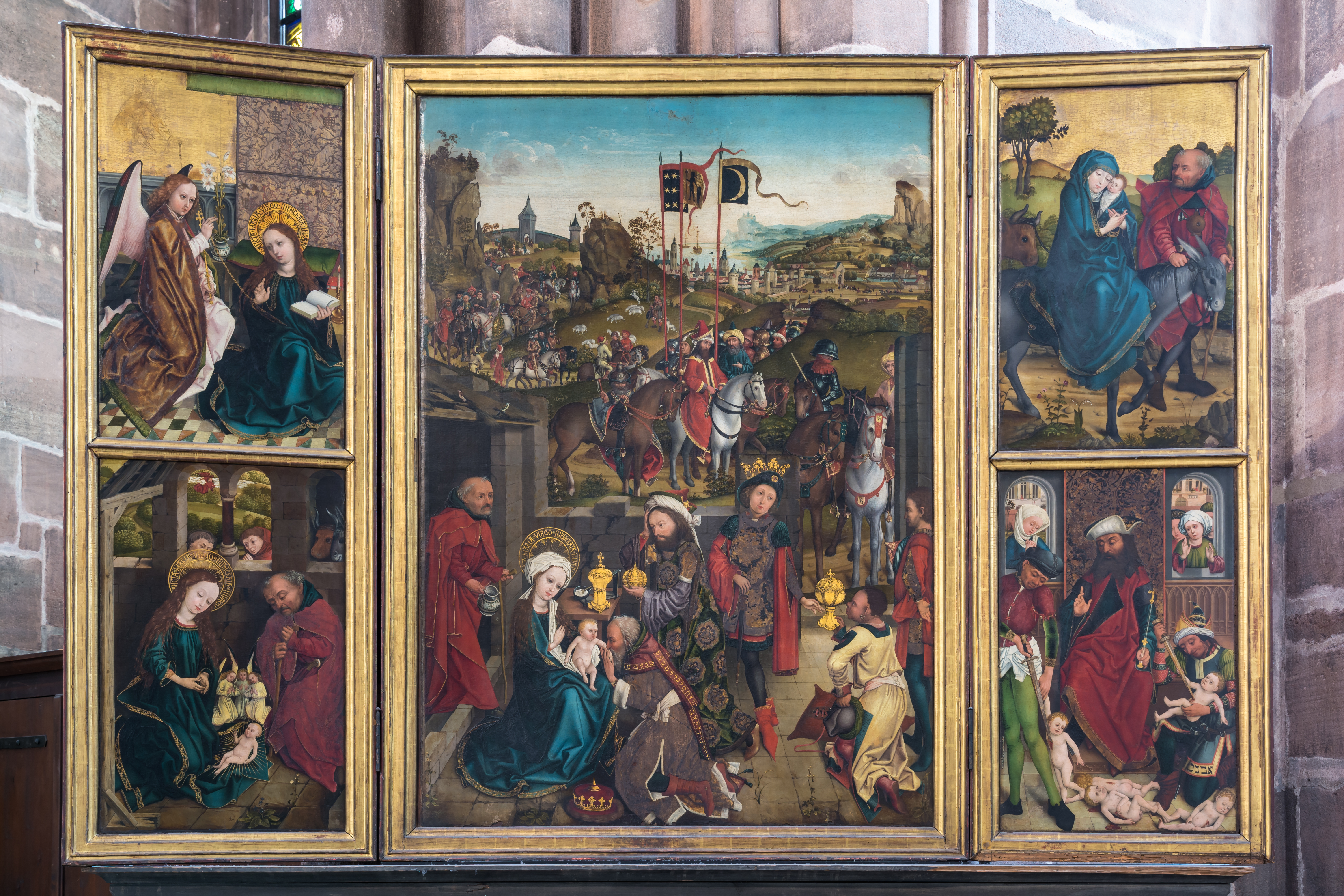
Ołtarz Trzech króli, (ok. 1460) Kościół św. Wawrzyńca w Norymberdze
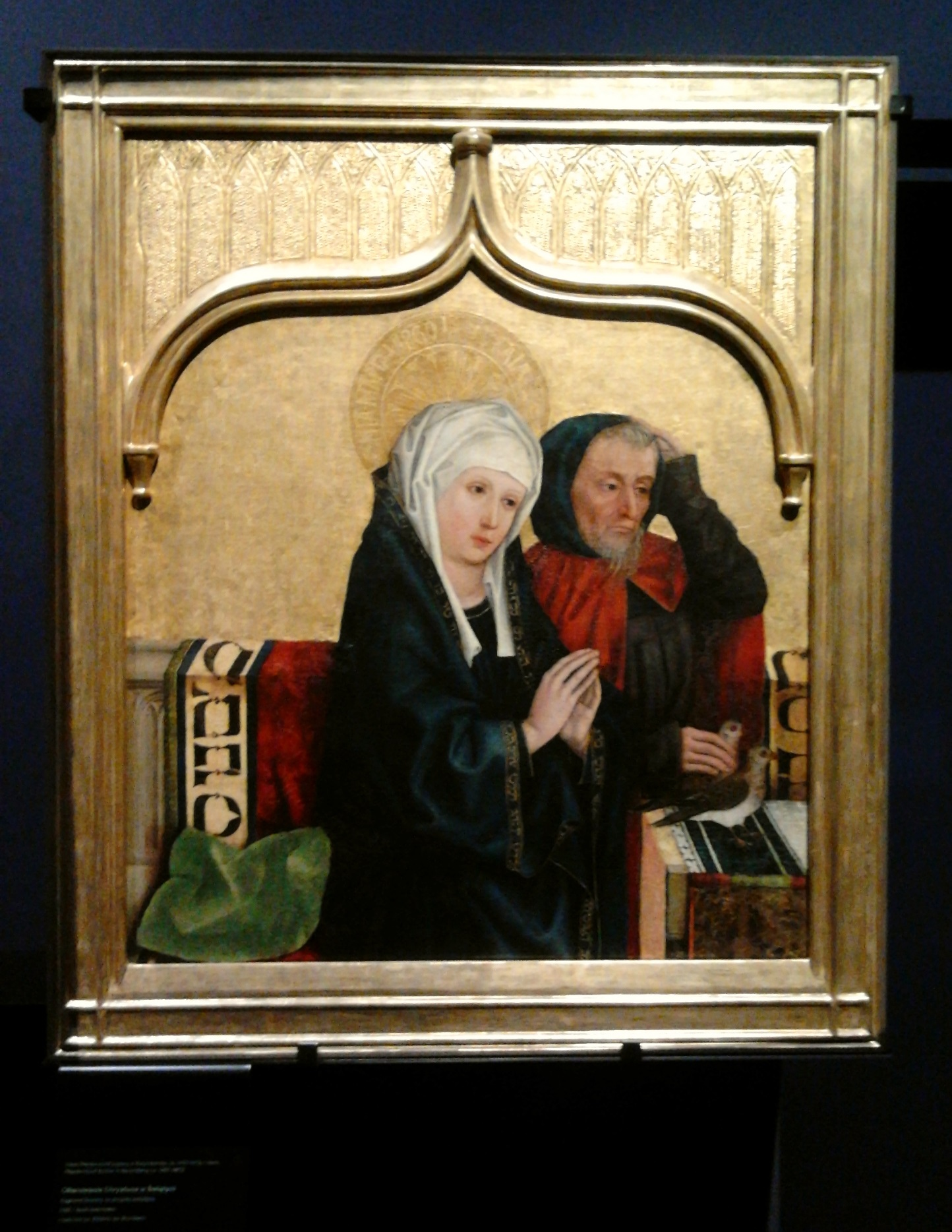
"Maria i Józef" Muzeum Narodowe w Warszawie